# CSS (band)
 For alternative betydninger, se CSS (flertydig). (Se også artikler, som begynder med CSS)
CSS eller Cansei De Ser Sexy er et indierockband fra Sao Paulo i Brasilien der blev dannet i 2003. Efter eget udsagn er CSS opkaldt efter et Beyoncé-citat. Den amerikanske sangerindes udtalelse om, at hun "var træt af at være sexet", blev på portugisisk til Cansei De Ser Sexy, som forkortedes til CSS.
Gruppens medlemmer kommer alle fra kreative miljøer og CSS tæller bl.a. to grafiske designere, en filmstuderende, en kunststuderende og en tøjdesigner.
CSS har hele tiden været utrolig bevidst omkring deres visuelle fremtoning og fik hurtigt via internettet skabt hype omkring sig.
Efter at været blevet et internetfænomen fik CSS også adgang til mere traditionelle medier som radio og TV. Og efter at CSS's musik blev brugt i TV-shows som 'Big Brother' og den latinamerikanske udgave af 'Simple Life', nåede deres skæve dansepop nu også ud over Brasiliens grænser.
Efter udgivelsen af et par EP'er udkom gruppens debutalbum Cansei De Ser Sexy i Brasilien i 2005 og året efter i resten af verden.
I løbet af 2006 og 2007 har CSS spillet flere jobs i USA og Canada og turneret heftigt i Europa. I løbet af sommeren 2007 var de aktuelle på flere europæiske festivaler, heriblandt den danske Roskilde Festival.
Det kan bl.a. nævnes, at CSS har indspillet en coverversion af L7's Pretend We're Dead kaldet Pretend We're Alala, der kan høres på deres MySpace-side, som der er linket til nedenfor.

## Diskografi

### Albums
- 2005: CSS SUXXX, EP
- 2006: Cansei De Ser Sexy